# Eugrapheus spinipennis
Eugrapheus spinipennis là một loài bọ cánh cứng trong họ Cerambycidae.